# Trellius abbreviatus
Trellius abbreviatus är en insektsart som beskrevs av Andrej Vasiljevitj Gorochov 2003. Trellius abbreviatus ingår i släktet Trellius och familjen syrsor. Inga underarter finns listade i Catalogue of Life.